# Эдвардс, Дэвид
Дэвид «Ханибой» Эдвардс (англ. David «Honeyboy» Edwards; 28 июня 1915, Шоу — 29 августа 2011, Чикаго) — американский дельта-блюз-гитарист и певец, двукратный лауреат премии «Грэмми» (2008 и 2010), обладатель именной звезды в Зале славы блюза, самый старый дельта-блюзмен.

## Биография
Дэвид Эдвардс родился в городе Шоу (штат Миссисипи).
В юности сотрудничал с одним из основоположников блюза Робертом Джонсоном и находился рядом, когда Джонсон умирал. Впоследствии именно версия, рассказанная Эдвардсом, положила начало слухам о отравлении Роберта Джонсона.
Первый альбом Эдвардс записал в 1951 году в городе Кларксдейл (штат Миссисипи). За всю свою жизнь музыкант издал 14 музыкальных альбомов, последний из которых вышел в 2008 году. В том же году Эдвардс первый раз стал лауреатом премии «Грэмми» в номинации «Лучший блюз-альбом».
17 июля 2011 года менеджер музыканта Майкл Фрэнк сообщил, что Эдвардс заканчивает свою карьеру в связи с болезнью сердца.
Дэвид Эдвардс скончался 29 августа 2011 года в своем доме в Чикаго. Причиной смерти стала остановка сердца.

## Дискография
- Who May Be Your Regular Be (1951)
- Build A Cave (1951)
- Drop Down Mama (1953)
- Old Friends (1979)
- White Windows (1988)
- Delta Bluesman (1992)
- I’ve Been Around (1995)
- Crawling Kingsnake (1997)
- World Don’t Owe Me Nothing (1997)
- Don’t Mistreat a Fool (1999)
- Shake 'Em on Down (2000)
- Mississippi Delta Bluesman (2001)
- Back to the Roots (2001)
- Roamin' and Ramblin (2008)